# 7 Years (bài hát của Lukas Graham)
"7 Years" là một bài hát của ban nhạc người Đan Mạch nằm trong album phòng thu thứ hai mang chính tên họ (2015). Nó được phát hành như là đĩa đơn thứ ba trích từ album vào ngày 18 tháng 9 năm 2015 bởi Copenhagen Records ở Đan Mạch và Warner Bros. Records ở những thị trường khác trên toàn cầu. Bài hát được đồng viết lời bởi hai thành viên của Lukas Graham Lukas Forchammer và Morten Ristorp với Stefan Forrest và Morten Pilegaard, những cộng tác viên quen thuộc xuyên suốt sự nghiệp của nhóm, trong khi quá trình sản xuất được đảm nhiệm bởi Ristorp và Forrest dưới nghệ danh chung Future Animals cũng như Pilegaard dưới nghệ danh Pilo, và họ cũng tham gia sản xuất cho tất cả những tác phẩm từ album. Được lấy cảm hứng từ những suy nghĩ nội tâm của Forchhamme về bản thân sau khi người cha của anh qua đời vào năm 2012, "7 Years" là một bản soul và pop ballad kết hợp với những yếu tố từ hip hop mang nội dung đề cập đến quá trình phát triển của một cậu bé từ năm 7 tuổi đến hiện tại cũng như những khát khao mà anh hy vọng sẽ đạt được trong tương lai.
Sau khi phát hành, "7 Years" nhận được những phản ứng tích cực từ các nhà phê bình âm nhạc, trong đó họ đánh giá cao giai điệu bắt tai cũng như quá trình sản xuất nó, đồng thời nhận được nhiều sự so sánh với bài hát năm 1967 của The Beatles "When I'm Sixty-Four", nhưng cũng vấp phải những ý kiến chỉ trích xung quanh việc thiếu tính nguyên bản của bài hát. Tuy nhiên, "7 Years" đã gặt hái nhiều giải thưởng và đề cử tại những lễ trao giải lớn, bao gồm ba đề cử giải Grammy cho Thu âm của năm, Bài hát của năm và Trình diễn song tấu hoặc nhóm nhạc pop xuất sắc nhất tại lễ trao giải thường niên lần thứ 59. Bài hát cũng tiếp nhận những thành công ngoài sức tưởng tượng về mặt thương mại, đứng đầu các bảng xếp hạng ở Úc, Áo, Canada, Đan Mạch, Ireland, Ý, New Zealand, Thụy Điển và Vương quốc Anh, cũng như lọt vào top 10 ở hầu hết những quốc gia nó xuất hiện, bao gồm vươn đến top 5 ở những thị trường lớn như Bỉ, Phần Lan, Pháp, Hà Lan, Na Uy, Tây Ban Nha và Thụy Sĩ. Tại Hoa Kỳ, nó đạt vị trí thứ hai trên bảng xếp hạng Billboard Hot 100, trở thành đĩa đơn đầu tiên của nhóm vươn đến top 5 tại đây.
Video ca nhạc cho "7 Years" được đạo diễn bởi René Sascha Johannsen, trong đó bao gồm những cảnh Forchhammer hát ở nhiều địa điểm khác nhau, bao gồm ở một rạp chiếu phim, trên sân khấu và trên đường phố, trước khi những thành viên còn lại của Lukas Graham cùng nhau xuất hiện trong rạp chiếu phim ở cuối video. Để quảng bá bài hát, nhóm đã trình diễn nó trên nhiều chương trình truyền hình và lễ trao giải lớn, bao gồm Conan, The Ellen DeGeneres Show, Good Morning America, Jimmy Kimmel Live!, The Late Late Show with James Corden, Late Night with Seth Meyers, The Tonight Show Starring Jimmy Fallon, giải thưởng âm nhạc Billboard năm 2016 và giải Grammy lần thứ 59, cũng như trong nhiều chuyến lưu diễn của họ. Được ghi nhận là bài hát trứ danh trong sự nghiệp của Lukas Graham, "7 Years" đã được hát lại và sử dụng làm nhạc mẫu bởi nhiều nghệ sĩ, như Conor Maynard, Sam Tsui, Jasmine Thompson và Madilyn Bailey. Tính đến nay, nó đã bán được hơn 11 triệu bản trên toàn cầu, trở thành đĩa đơn bán chạy thứ bảy của năm 2016 và cũng là một trong những đĩa đơn bán chạy nhất mọi thời đại.

## Danh sách bài hát
Tải kĩ thuật số
1. "7 Years" – 3:59

Đĩa 12"
1. "7 Years" (bản album) – 3:07
2. "7 Years" (trực tiếp) - 4:07

## Xếp hạng
| Bảng xếp hạng (2015-16)                | Vị trí cao nhất |
| -------------------------------------- | --------------- |
| Argentina (Monitor Latino)             | 6               |
| Úc (ARIA)                              | 1               |
| Áo (Ö3 Austria Top 40)                 | 1               |
| Bỉ (Ultratop 50 Flanders)              | 1               |
| Bỉ (Ultratop 50 Wallonia)              | 4               |
| Brazil (Billboard Hot 100)             | 4               |
| Canada (Canadian Hot 100)              | 1               |
| Cộng hòa Séc (Rádio Top 100)           | 2               |
| Cộng hòa Séc (Singles Digitál Top 100) | 1               |
| Đan Mạch (Tracklisten)                 | 1               |
| Châu Âu (Euro Digital Songs)           | 1               |
| Phần Lan (Suomen virallinen lista)     | 5               |
| Pháp (SNEP)                            | 5               |
| Đức (Official German Charts)           | 6               |
| Hungary (Rádiós Top 40)                | 6               |
| Hungary (Single Top 40)                | 3               |
| Hungary (Stream Top 40)                | 3               |
| Ireland (IRMA)                         | 1               |
| Israel (Media Forest)                  | 2               |
| Ý (FIMI)                               | 1               |
| Luxembourg Nhạc số (Billboard)         | 2               |
| Hà Lan (Dutch Top 40)                  | 1               |
| Hà Lan (Single Top 100)                | 3               |
| New Zealand (Recorded Music NZ)        | 1               |
| Na Uy (VG-lista)                       | 4               |
| Ba Lan (Polish Airplay Top 100)        | 2               |
| Bồ Đào Nha (AFP)                       | 2               |
| Scotland (OCC)                         | 1               |
| Slovakia (Rádio Top 100)               | 3               |
| Slovakia (Singles Digitál Top 100)     | 2               |
| Slovenia (SloTop50)                    | 1               |
| Nam Phi (EMA)                          | 6               |
| Hàn Quốc (Gaon International Singles)  | 13              |
| Tây Ban Nha (PROMUSICAE)               | 3               |
| Thụy Điển (Sverigetopplistan)          | 1               |
| Thụy Sĩ (Schweizer Hitparade)          | 3               |
| Anh Quốc (OCC)                         | 1               |
| Hoa Kỳ Billboard Hot 100               | 2               |
| Hoa Kỳ Adult Contemporary (Billboard)  | 2               |
| Hoa Kỳ Adult Pop Airplay (Billboard)   | 1               |
| Hoa Kỳ Pop Airplay (Billboard)         | 1               |
| Hoa Kỳ Rhythmic (Billboard)            | 33              |

| Bảng xếp hạng (2015)                     | Vị trí |
| ---------------------------------------- | ------ |
| Denmark (Tracklisten)                    | 5      |
| Netherlands (Dutch Top 40)               | 101    |
| Sweden (Sverigetopplistan)               | 21     |
| Bảng xếp hạng (2016)                     | Vị trí |
| Argentina (Monitor Latino)               | 84     |
| Australia (ARIA)                         | 3      |
| Austria (Ö3 Austria Top 40)              | 16     |
| Belgium (Ultratop 50 Flanders)           | 4      |
| Belgium (Ultratop 50 Wallonia)           | 40     |
| Brazil (Billboard Brasil Hot 100)        | 40     |
| Canada (Canadian Hot 100)                | 7      |
| Denmark (Tracklisten)                    | 8      |
| France (SNEP)                            | 20     |
| Germany (Official German Charts)         | 22     |
| Hungary (Rádiós Top 40)                  | 35     |
| Hungary (Single Top 40)                  | 19     |
| Hungary (Stream Top 40)                  | 19     |
| Israel (Media Forest)                    | 9      |
| Italy (FIMI)                             | 9      |
| Netherlands (Dutch Top 40)               | 13     |
| Netherlands (Single Top 100)             | 10     |
| New Zealand (Recorded Music NZ)          | 2      |
| Poland (ZPAV)                            | 20     |
| Slovenia (SloTop50)                      | 12     |
| South Korea (Gaon International Singles) | 29     |
| Spain (PROMUSICAE)                       | 21     |
| Sweden (Sverigetopplistan)               | 26     |
| Switzerland (Schweizer Hitparade)        | 6      |
| UK Singles (Official Charts Company)     | 2      |
| US Billboard Hot 100                     | 12     |
| US Adult Contemporary (Billboard)        | 10     |
| US Adult Top 40 (Billboard)              | 10     |
| US Pop Songs (Billboard)                 | 22     |
| Worldwide (IFPI)                         | 7      |
| Bảng xếp hạng (2017)                     | Vị trí |
| Hungary (Rádiós Top 40)                  | 31     |
| South Korea (Gaon International Singles) | 42     |
| Bảng xếp hạng (2018)                     | Vị trí |
| South Korea (Gaon International Singles) | 57     |

| Bảng xếp hạng                        | Vị trí |
| ------------------------------------ | ------ |
| UK Singles (Official Charts Company) | 50     |

## Chứng nhận
| Quốc gia | Chứng nhận  | Số đơn vị/doanh số chứng nhận |
| --- | ----------- | ----------------------------- |
| Úc (ARIA) | 6× Bạch kim | 420.000‡                      |
| Áo (IFPI Áo) | Vàng        | 15.000‡                       |
| Bỉ (BEA) | Bạch kim    | 20.000‡                       |
| Canada (Music Canada) | 6× Bạch kim | 0‡                            |
| Đan Mạch (IFPI Đan Mạch) | 5× Bạch kim | 150.000‡                      |
| Pháp (SNEP) | Kim cương   | 233.333‡                      |
| Đức (BVMI) | Bạch kim    | 300.000‡                      |
| Ý (FIMI) | 5× Bạch kim | 250.000‡                      |
| Hà Lan (NVPI) | Bạch kim    | 20.000‡                       |
| New Zealand (RMNZ) | 3× Bạch kim | 0*                            |
| Ba Lan (ZPAV) | 4× Bạch kim | 80.000‡                       |
| Hàn Quốc (Gaon Chart) | —           | 511,102                       |
| Tây Ban Nha (PROMUSICAE) | 2× Bạch kim | 80.000‡                       |
| Thụy Điển (GLF) | 7× Bạch kim | 140.000‡                      |
| Thụy Sĩ (IFPI) | Vàng        | 15.000‡                       |
| Anh Quốc (BPI) | 3× Bạch kim | 1.800.000‡                    |
| Hoa Kỳ (RIAA) | 5× Bạch kim | 5.000.000‡                    |
| * Chứng nhận dựa theo doanh số tiêu thụ. ^ Chứng nhận dựa theo doanh số nhập hàng. ‡ Chứng nhận dựa theo doanh số tiêu thụ và phát trực tuyến. |             |                               |

## Lịch sử phát hành
| Khu vực  | Ngày                 | Định dạng       | Hãng đĩa     |
| -------- | -------------------- | --------------- | ------------ |
| Đan Mạch | 18 tháng 9 năm 2015  | Tải kĩ thuật số | Copenhagen   |
| Toàn cầu | 22 tháng 10 năm 2015 | Tải kĩ thuật số | Warner Bros. |